# 梅尔·戴维斯
梅尔文·杰罗姆·戴维斯（英語：Melvyn Jerome Davis，1950年11月9日—），美国NBA联盟前职业篮球运动员。他在1973年的NBA选秀中第1轮第14顺位被纽约尼克斯选中。